# Dernekpazarı
Dernekpazarı là một huyện thuộc tỉnh Trabzon, Thổ Nhĩ Kỳ. Huyện có diện tích 82 km² và dân số thời điểm năm 2007 là 3581 người, mật độ 44 người/km².